# Alton Ellis

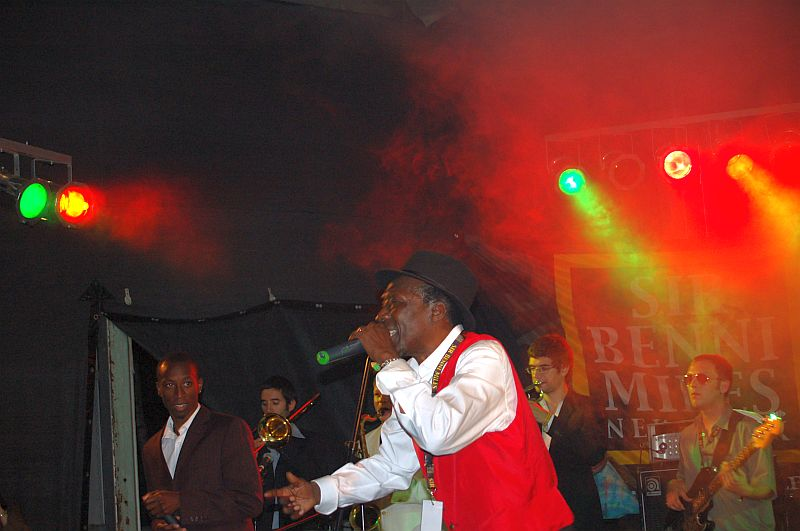
Alton Ellis live 2007

Alton Nehemiah Ellis, OD (* 1. September 1938 in Trench Town, Kingston, Jamaika; † 10. Oktober 2008 in London) war ein jamaikanischer Rocksteady-Sänger und -Musiker, der als einer der Begründer dieses Stils gilt.

## Leben
Ellis wuchs in Trench Town auf und erlernte schon in jungen Jahren Klavier. Zusammen mit Eddie Parkins gründete er das Duo Eddy & Arnold und veröffentlichte die Single Muriel für die Plattenfirma von Coxsone Dodd. Das Duo arbeitete noch einige Zeit zusammen, doch Parkins gewann einen Talentwettbewerb, der es ihm ermöglichte, Jamaika zu verlassen und in die USA zu ziehen.
Ellis blieb in Kingston und hielt sich mit Gelegenheitsjobs über Wasser, bis er mit John Holt einen neuen Partner fand. Auch diese Partnerschaft war nur von kurzer Dauer, da sich Holt The Paragons anschloss. Ellis gründete zusammen mit seinem Bruder Leslie dann seine eigene Gruppe, die Flames. Für Duke Reid und mit Begleitung von Tommy McCook & The Supersonics nahm die Gruppe einige Lieder auf. Ihre ersten großen Hits in Jamaika waren die Lieder Girl, I’ve Got a Date und Get Ready – Rock Steady. Letzteres sollte auch Namensgeber für den neueren, langsameren Ska-Stil werden.
Ellis konnte damit seine Reputation als Sänger ausbauen und wurde von den beiden Produzenten Reid und Dodd umworben. Schließlich entschloss sich Ellis aber auf Coxsonne Dodd zu setzen, der ihn zusammen mit The Soul Vendors auf eine Tour durch Großbritannien schickte, wo Ska gerade angesagt war. 1967 erschien in Zusammenarbeit mit den Soul Vendors die Langspielplatte Alton Ellis Sings Rock und Soul. Kurz danach trennte sich Ellis allerdings von Dodd und unterschrieb zusammen mit den Flames einen Vertrag bei Duke Reids Label Treasure Isle. Eine Auswahl seiner für Treasure eingespielten Singles erschienen 1974 auf dem Album Mr Soul of Jamaica, das als ein Klassiker des Rocksteady-Sounds gilt. In den 1970ern entschloss sich Ellis, Jamaika den Rücken zu kehren, da er mit seiner finanziellen Situation unzufrieden war. Nach einer kurzen Zeit in den Vereinigten Staaten und Kanada zog er 1973 nach London. Dort gründete er sein eigenes Plattenlabel Alltone, auf dem er anfangs überwiegend seine alten und neuen Lieder verlegte.
Durch den großen Erfolg von Bob Marley verdrängte der Reggae seinen Vorläufer, den Ska. Dadurch wurde Ellis’ Pionierleistung in den 1970ern etwas zurückgedrängt. Erst in den frühen 1980ern konnte er durch spektakuläre Auftritte auf dem Reggae-Sunsplash-Festival wieder von sich reden machen.
Bis zu seinem Tode blieb Ellis, der seit den 1970er Jahren in England lebte, in der Ska-Szene sowohl als Künstler und Produzent aktiv, spielte zahlreiche Konzerte auf der ganzen Welt, bis sich sein gesundheitlicher Zustand verschlechterte. Am 10. Oktober 2008 erlag Ellis im West-Londoner Hammersmith Hospital seiner Lymphdrüsenkrebserkrankung.

## Auszeichnungen
Im Jahr 1994 erhielt Ellis den Ehrenorden Officer of the Order of Distinction der jamaikanischen Regierung für seine Verdienste um die jamaikanische Kultur, 2006 wurde er in die International Reggae and World Music Hall of Fame aufgenommen.

## Rezeption
In den 1980ern und den 1990ern erlebte sein Lied Mad Mad Mad ein Revival, zunächst durch eine Version von Henry „Junjo“ Lawes (1981), später auch als Sample im Hip-Hop unter anderem bei Boogie Down Productions, Tupac Shakur und Notorious B.I.G.
2004 erschien eine Coverversion des Liedes I’m Still in Love With You von Sean Paul und Sasha, die Platz 14 der US-Billboard-Charts und Platz 6 der britischen Charts erreichte.

## Diskografie (Auswahl)
- Alton Ellis Sings Rock and Soul (1967, Studio One)
- The Best Of (1969, Coxsone Records)
- Sunday Coming (1970, Coxsone)
- Greatest Hits (1973, Count Shelly)
- Mr Soul of Jamaica (1974, Treasure Isle)
- Still in Love (1977, Horse)
- A Love to Share (1979)
- Mr Ska Bean’a (1981, Cha Cha) (als Alton Ellis & The Heptones)
- A New Day (1983)
- Daydreaming (1983)
- 25th Silver Jubilee (1984)
- Showcase (1984, Studio One)
- Continuation (1985)
- Jubilee Volume 2 (1985)
- Alton & Hortense Ellis at Studio 1  (1990)
- Change My Mind (2000)
- More Alton Ellis (2001)
- Live with Aspo: Workin' on a Groovy Thing (2001)